# Églantine Rayer
Églantine Rayer (* 12. Juni 2004 in La Ferté-Macé) ist eine französische Radrennfahrerin, die vorrangig auf der Straße aktiv ist.

## Sportlicher Werdegang
Bereits als Juniorin machte Rayer durch ihre Erfolge auf sich aufmerksam. 2021, in ihrem ersten Jahr in der U19, gewann sie die nationalen Meisterschaften im Straßenrennen und Einzelzeitfahren sowie die Bronzemedaille im Straßenrennen der Europameisterschaften. In der Saison 2022 gewann sie im UCI Women Junior Nations’ Cup die Gesamtwertung bei der Tour du Gévaudan Occitanie femmes. Es folgten der Titel im Straßenrennen und die Silbermedaille im Einzelzeitfahren bei den Europameisterschaften. Und zum Saisonende wurde sie Vizeweltmeisterin im Straßenrennen hinter Zoe Bäckstedt.
Mit dem Wechsel in die U23 erhielt Rayer zur Saison 2023 direkt einen Vertrag beim UCI Women’s WorldTeam DSM. Bereits in ihrer ersten Saison erreichte sie mehrere Top-10-Platzierungen auf der UCI Women’s WorldTour, unter anderem ein fünfter Etappenplatz und ein zehnter Gesamtrang bei der Tour de Suisse Women 2023. Auf nationaler Ebene gewann sie gleich im ersten Jahr den U23-Titel im Einzelzeitfahren. Ihre wertvollsten Ergebnisse in der Saison 2024 waren ein Etappenerfolg und der Gewinn der Punktewertung bei der Tour de l’Avenir Femmes.
Zur Saison 2025 wechselte Rayer zum französischen WorldTeam FDJ-Suez.

## Erfolge
2021
- Junioren-Europameisterschaften – Straßenrennen
- Französische Junioren-Meisterin – Straßenrennen und Einzelzeitfahren
- Bergwertung Bizkaikoloreak

2022
- Junioren-Weltmeisterschaften – Straßenrennen
- Junioren-Europameisterin – Straßenrennen
- Junioren-Europameisterschaften – Einzelzeitfahren
- Französische Junioren-Meisterin – Einzelzeitfahren
- Gesamtwertung, eine Etappe und Bergwertung Tour du Gévaudan Occitanie femmes
- Chono des Nations (Junioren)

2023
- Französische U23-Meisterin – Einzelzeitfahren

2024
- eine Etappe und Punktewertung Tour de l’Avenir Femmes